# ماكنتوش

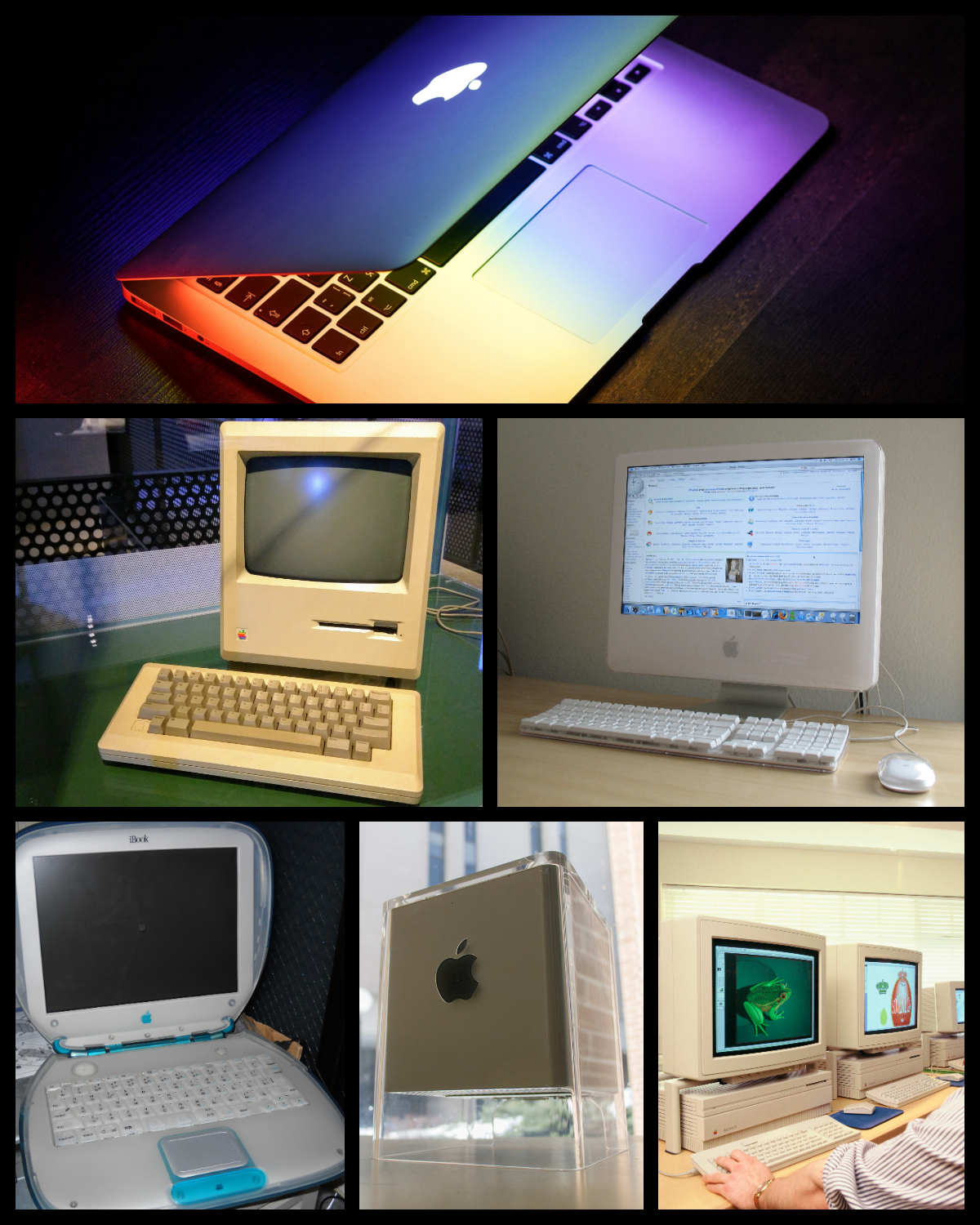
في اتجاه عقارب الساعة من الأعلى: ماك بوك اير (2015)، آي ماك جي5 20 "(2004)، ماكنتوش 2 (1987)، باور ماك جي4 كيوب (2000)، آيبوك جي3 بلوبيري (1999) وماكنتوش الأصلي 128ك (1984)

ماكنتوش (بالإنجليزية: Macintosh) أو ماك (بالإنجليزية: Mac) هي عائلة من الحواسيب الشخصية يتم تطويرها وإنتاجها وتسويقها من قبل شركة أبل.
تسمية ماكنتوش (Macintosh) تعود إلى اسم أحد أنواع التفاح اسمه Macintosh. وأول جهاز ماكنتوش تم إطلاقه في 24 يناير عام 1984 بذاكرة حجمها 128 كيلوبايت بحملة إعلانية قوية. وكان أول حاسوب شخصى ناجح في السوق مزود بواجهة الاستخدام الرسومية والفأرة بدلاً من واجهة سطر الأوامر التي كانت قياسية في ذلك الوقت. خط الإنتاج الحالي لأجهزة ماك هي: MacBook Pro، MacBook Air، iMac، Mac Mini، Mac Pro. أنظمة ماكينتوش موجهة بشكل أساسي لسوق الاستخدام المنزلى، والتعليم، والمتخصصين (في المجالات الخلاقة.)
حواسيب ماكنتوش في البداية استخدمت عائلة Motorola 68k من المعالجات الدقيقة قبل الانتقال لمعالجات بور بى سى PowerPC من موتورولا و IBM في عام1994. في عام 2006 انتقلت أبل إلى معمارية معالجات انتل، والتي سمحت لأول مرة لأجهزة ماك أن تشغل أي نظام من أنظمة x86. أجهزة ماكنتوش الحالية تستخدم سلسلة Intel i3 و intel i5 و intel i7 و intel Xeon من المعالجات الدقيقة.
كل طرازات ماك تأتى محملة مسبقاً بأحدث نسخة من نظام (أو إس 10) - (OS X)، ورقم آخر إصدار حالياً 10.13 ويسمى "MacOS high sierra ".

## البداية والتطور

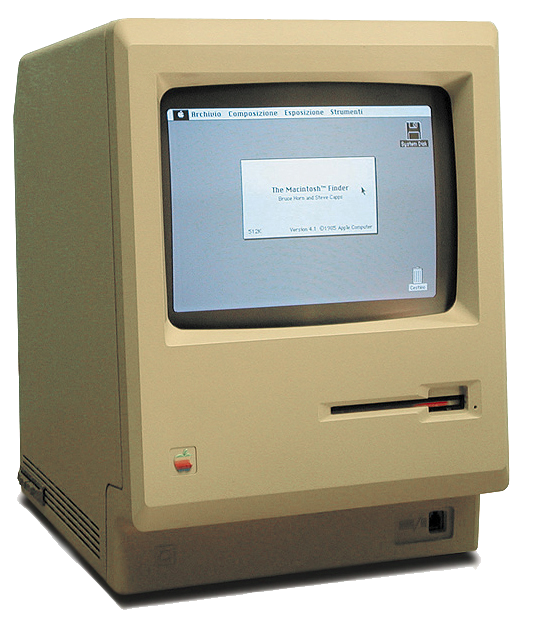
أول حاسوب ماكنتوش ظهر عام 1984

بدأ مشروع «ماكنتوش» مع الموظف جف راسكين الذي صنع جهاز حاسب سهل الاستخدام ومنخفض التكلفة للمستخدم العادي. وأراد جيف راسكين تسمية الحاسب على نوع التفاح المفضل لديه «الماكلنتوش» ولكن ولأسباب قانونية تم تغيير الاسم، فقد كان قريباً جداً من الناحية الصوتية لشركة مصنعة لمعدات السمعية تحمل نفس الاسم.

## برمجيات

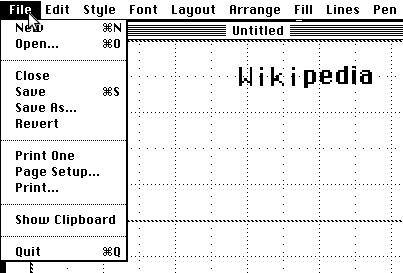
واجهة برنامج ماكدرو MacDraw تم إصداره مع الماكينتوش عام 1984

طورت شركة أبـِّـل نظام التشغيل الخاص بها ليعمل على أجهزة ماكينتوش (حواسيب الماك)، وهو نظام تشغيل ماك أو إس، وكان أحدث إصدار له ماك أو إس v10.14.1 موهافي. كما تقوم شركة أبـِّـل أيضا بتطوير برامج الحاسوب المستقلة لنظام تشغيل ماك أو إس. ويتم وضع الكثير من هذه البرامج مرفقا مع حواسيب أبل.مثالٌ على ذلك هو حزمة البرامج الموجه للمستهلكين آي لايف، الذي يشمل برامج آي.دي.في.دي. وآي موفي وآي فوتو وآي تونز وجارادجباند وآي ويب. برنامج آي ورك متوفر كبرنامج للعرض، ولتخطيط الصفحات ومعالجة النصوص، وهو يتضمن برنامج كينوتز وبرنامج بيدجيز وبرنامج نامبارز. أما برامجُ آي تونز ومشغل الوسائط كويكتايم ومتصفح الويب سفاري وتحديث البرنامج، فكلها متوفرةٌ للتحميل المجاني لنظامي التشغيل ماك إكس وويندوز.
كما تقدم شركة أبـِّـل مجموعةً من عناوين البرامج الموجهة للمهنيين. تتضمن مجموعة البرامج المقدمة لتقنية خادم الشبكة نظام التشغيل ماكنتوش إكس الخادم؛ حاسوب أبل ريموت، وتطبيق لإدارة الشبكات؛ برنامج «ويب أوبجيكتس»، وهو خادمٌ تطبيقات ويب جافا إي.إي.؛ وبرنامج «زان»، وهو نظام ملفات لشبكات التخزين. للسوق الإبداعية المهنية، هناك أبيرشير لمعالجة الصور الخام؛ فاينال كات ستوديو، وهو مجموعة برامج لإنتاج الفيديو؛ لوجيك، وهو عبارةٌ عن مجموعة أدواتٍ موسيقيةٍ شاملة، وشيك، وهو برنامج تركيب للتغييرات المتقدمة.
تقدم شركة أبل خدمات الإنترنت من خلال برنامج «موبايل مي» (و الذي كان يعرف سابقا «دوت ماك».) (تم إيقاف خدمات موبايل مي) يحتوي البرنامج على حزمة برامج صفحة الويب الشخصية، والبريد الإلكتروني، والمجموعات، و«آي ديسك»، والتخزين الاحتياطي، و«آي سينك» وبرامج مركز التعليم. تستخدم برامج «موبايل مي» (تم إيقاف خدمات موبايل مي) إمكانية تخزين المعلومات الشخصية على خادم على الإنترنت، وبذا جعل كل الأجهزة الشخصية الموصلة بالإنترنت متزامنةً مع بعضها. أعلن في معرض عالم ماك 2009، أن موقع «آي وورك» آي وورك، سيسمح للمستخدمين بإيداع الوثائق على الموقع للتبادل والتعاون.

## وصلات خارجية
- الموقع الرسمي